# Palmorchis sobralioides
Palmorchis sobralioides är en orkidéart som beskrevs av João Barbosa Rodrigues. Palmorchis sobralioides ingår i släktet Palmorchis och familjen orkidéer. Inga underarter finns listade i Catalogue of Life.